# Tamara Lees
Tamara Lees, nome d'arte di Diana Helena Mapplebeck (Vienna, 14 dicembre 1924 – Pershore, 22 dicembre 1999), è stata un'attrice britannica attiva prevalentemente in Italia negli anni cinquanta.

## Biografia
Nata nel 1924 a Vienna per motivi di lavoro dei genitori ma cresciuta in Gran Bretagna, fu reginetta di numerosi concorsi di bellezza, ragazza copertina e protagonista di numerose pubblicità.
Esordì al cinema sul finire degli anni quaranta, con piccoli ruoli in film commerciali come Vigilia di nozze (1948) di Gordon Parry o Il duca e la ballerina (1949) di Brian Desmond Hurst. Conobbe la celebrità grazie a due pellicole, Totò sceicco (1950) di Mario Mattoli, dove interpretò la regina Antinea, e Filumena Marturano (1951) di Eduardo De Filippo, in cui ebbe il ruolo di Diana, la rivale della protagonista.
La sua carriera proseguì in seguito in film di genere (prevalentemente cappa e spada, polizieschi e melodrammi strappalacrime, alternati ad alcune commedie), e la sua celebrità rimase stabile fino alla seconda metà degli anni sessanta.
Ritiratasi poi dal mondo dello spettacolo, visse nella campagna inglese, dedicandosi alla scrittura e alla pittura. Morì nel 1999 all'età di 75 anni.

## Vita privata
Dal 1946 al 1951 fu la prima moglie dell'attore Bonar Colleano, che morì nel 1958 in un incidente d'auto; in seguito sposò il segretario di produzione Fulvio Vergari.

## Filmografia

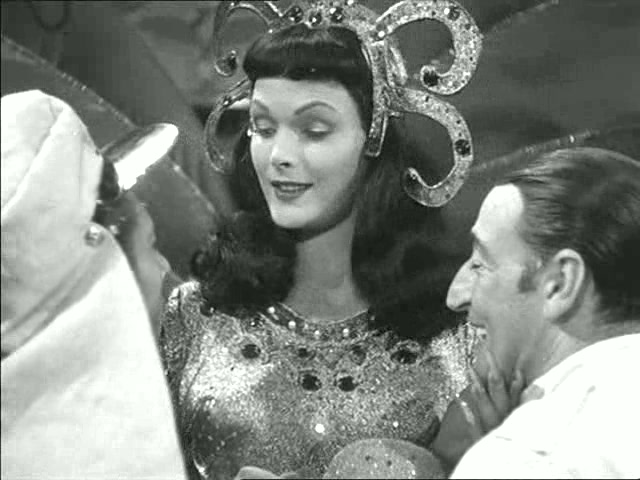
Tamara Lees in Totò sceicco (1950) nel ruolo di Antinea, regina di Atlantide

Tamara Lees e Virgilio Riento in Bellezze a Capri (1951)

- While the Sun Shines, regia di Anthony Asquith (1947)
- Vigilia di nozze (Bond Street), regia di Gordon Parry (1948) - non accreditata
- A Piece of Cake, regia di John Irwin (1948)
- Stop Press Girl, regia di Michael Barry (1949) - non accreditata
- Marry Me, regia di Terence Fisher (1949) - non accreditata
- Il duca e la ballerina (Trottie True), regia di Brian Desmond Hurst (1949) - non accreditata
- Il falco rosso, regia di Carlo Ludovico Bragaglia (1949)
- Vita da cani, regia di Mario Monicelli e Steno (1950)
- Quel bandito sono io (Her Favorite Husband), regia di Mario Soldati (1950)
- Totò sceicco, regia di Mario Mattoli (1950)
- Romanticismo, regia di Clemente Fracassi (1951)
- Bellezze a Capri, regia di Adelchi Bianchi (1951)
- Filumena Marturano, regia di Eduardo De Filippo (1951)
- Il lupo della frontiera, regia di Edoardo Anton (1951)
- Tizio Caio Sempronio, regia di Marcello Marchesi, Vittorio Metz e Alberto Pozzetti (1951)
- Canzone di primavera, regia di Mario Costa (1951)
- La città si difende, regia di Pietro Germi (1951)
- Verginità, regia di Leonardo De Mitri (1951)
- Il moschettiere fantasma, regia di Max Calandri e William French (1952)
- È arrivato l'accordatore, regia di Duilio Coletti (1952)
- Il tallone di Achille, regia di Mario Amendola e Ruggero Maccari (1952)
- Le meravigliose avventure di Guerrin Meschino, regia di Pietro Francisci (1952)
- La tratta delle bianche, regia di Luigi Comencini (1952)
- Il segreto delle tre punte, regia di Carlo Ludovico Bragaglia (1952)
- Anna perdonami, regia di Tanio Boccia (1953)
- Balocchi e profumi, regia di F.M. De Bernardi e Natale Montillo (1953)
- Perdonami!, regia di Mario Costa (1953)
- Noi peccatori, regia di Guido Brignone (1953)
- Frine, cortigiana d'Oriente, regia di Mario Bonnard (1953)
- Ti ho sempre amato!, regia di Mario Costa (1953)
- Terra straniera, regia di Sergio Corbucci (1954)
- La contessa di Castiglione, regia di Georges Combret (1954)
- La cortigiana di Babilonia, regia di Carlo Ludovico Bragaglia (1954)
- I cavalieri della regina, regia di Mauro Bolognini (1954)
- Canzoni di tutta Italia, regia di Domenico Paolella (1955)
- Torna piccina mia!, regia di Carlo Campogalliani (1955)
- Addio, Napoli!, regia di Roberto Bianchi Montero (1955)
- La donna più bella del mondo, regia di Robert Z. Leonard (1955)
- Serenata al vento, regia di Luigi Latini De Marchi (1956)
- Incatenata dal destino, regia di Enzo Di Gianni (1956)
- Lo spadaccino misterioso, regia di Sergio Grieco (1956)
- Ho amato una diva, regia di Luigi Latini de Marchi (1957)
- Orizzonte infuocato, regia di Roberto Bianchi Montero (1957)
- Il tiranno del Garda, regia di Ignazio Ferronetti (1957)
- Le imprese di una spada leggendaria, regia di Nathan Juran e Frank McDonald (1958)
- 3 straniere a Roma, regia di Claudio Gora (1958)
- Agosto, donne mie non vi conosco, regia di Guido Malatesta (1959)
- Mantelli e spade insanguinate, regia di Nathan Juran e Frank McDonald (1959)
- Una spada nell'ombra, regia di Luigi Capuano (1961)

## Doppiatrici italiane
- Tina Lattanzi in Totò sceicco, È arrivato l'accordatore, Il tallone di Achille, Le meravigliose avventure di Guerrin Meschino, La tratta delle bianche, Il segreto delle tre punte, Noi peccatori, La cortigiana di Babilonia
- Lydia Simoneschi in Romanticismo, Frine, cortigiana d'oriente, Torna piccina mia!, La donna più bella del mondo
- Dhia Cristiani in Verginità, La contessa di Castiglione, Addio, Napoli!, Tre straniere a Roma
- Andreina Pagnani in Il falco rosso, Perdonami!, Ti ho sempre amato!
- Adriana De Roberto in Quel bandito sono io
- Clelia Bernacchi in La città si difende
- Anna Proclemer in Vita da cani

Nel film Filumena Marturano recita con la propria voce in italiano.